# NGC 3084
NGC 3084 је спирална галаксија у сазвежђу Шмрк (Пумпа) која се налази на NGC листи објеката дубоког неба.
Деклинација објекта је - 27° 7' 42" а ректасцензија 9h 59m 6,1s. Привидна величина (магнитуда) објекта NGC 3084 износи 12,4 а фотографска магнитуда 13,2. NGC 3084 је још познат и под ознакама IC 2528, ESO 499-29, MCG -4-24-10, PGC 28841.